# Luksemburg na Mistrzostwach Świata w Lekkoatletyce 2015
Luksemburg na Mistrzostwach Świata w Lekkoatletyce 2015 – reprezentacja Luksemburgu podczas Mistrzostw Świata w Pekinie liczyła 2 zawodników, którzy nie zdobyli medalu.

## Występy reprezentantów Luksemburga

### Konkurencje biegowe
| Konkurencja          | Zawodniczka      | Runda 1  | Runda 1 | Półfinał | Półfinał | Finał    | Finał   |
| Konkurencja          | Zawodniczka      | Rezultat | Pozycja | Rezultat | Pozycja  | Rezultat | Pozycja |
| -------------------- | ---------------- | -------- | ------- | -------- | -------- | -------- | ------- |
| Bieg na 800 m kobiet | Charline Mathias | 2:01,36  | 25.     | NQ       | NQ       | NQ       | NQ      |

### Konkurencje techniczne
| Konkurencja             | Zawodnik     | Eliminacje   | Eliminacje | Finał    | Finał   |
| Konkurencja             | Zawodnik     | Rezultat     | Pozycja    | Rezultat | Pozycja |
| ----------------------- | ------------ | ------------ | ---------- | -------- | ------- |
| Pchnięcie kulą mężczyzn | Bob Bertemes | 19,87 m (NR) | 14.        | NQ       | NQ      |